# Vlasolistec vlhkomilný
Vlasolistec vlhkomilný (Tomenthypnum nitens) je druh mechu z čeledi baňatkovitých (Brachytheciaceae).

## Popis
Rostlina dosahuje výšky 4–15 cm. Lodyhy jsou hnědě zbarvené, výrazně vlášenité. Listy jsou tuhé, kopinaté s výraznými podélnými vráskami. Délká listu dosahuje až 4 mm, šířka přibližně 1 mm. Štěty dosahují velikosti 2–4 mm. Jedná se o dvoudomou rostlinu.

## Rozšíření a stanoviště
V Evropě se druh vyskytuje takřka po celém kontinentu s výjimkou jižní části. Dále se nachází v Severní Americe, Grónsku, Špicberkách, na Sibiři, Kavkaze a Dálném východě. V České republice se vyskytuje po celém území (byl zaznamenán na více než 80 lokalitách), nejhojnější výskyt je na Českomoravské vrchovině.
Roste na nepatrně vyvýšených místech vlhkých stanovišť s rašelinnými půdami a na slatinných loukách, obvykle v půdách s vysokým obsahem uhličitanu vápenatého.